# Cardiocrinum giganteum
Cardiocrinum giganteum ist die am höchsten wachsende Art aus der Gattung der Riesenlilien (Cardiocrinum). Aus der Zwiebel der Pflanze wird in China Stärke gewonnen, die als Nahrung dient.

## Beschreibung
Cardiocrinum giganteum ist eine mehrjährige, krautige Pflanze, die zwischen einem und drei Meter hoch wird. Die eiförmige Zwiebel ist zwischen 3,5 und 4 Zentimetern hoch, 1,2 bis 2 Zentimeter breit und wird aus den verdickten Ansätzen der Blattstängel der bodenbürtigen Blätter gebildet. Die Hauptzwiebel stirbt nach der Fruchtbildung der Pflanze ab, aus den Nebenzwiebeln entwickeln sich neue Pflanzen.
Der aufrechte Spross ist einfach gebaut, im Querschnitt zylindrisch, hohl und bildet oberhalb der Zwiebel keine weiteren Wurzeln aus. Die Blätter stehen an 25 cm langen Stielen in einer basalen Rosette oder stängelständig, sind eiförmig-herzförmig, bis zu 30 cm lang und bis zu 20 cm breit. Die Blattspitze ist zugespitzt, der Blattrand ganzrandig, die Blattfläche ist von einer netzartigen Venatur durchzogen.
Die duftenden Blüten sind creme-weiß mit rot-violetten Mittelvenen. Sie stehen in terminalen Trauben, die Tragblätter sind laubblattähnlich, länglich, 7 cm lang, 2 bis 2,5 cm breit. Die Blütenhülle ist trichterförmig, besteht aus sechs Segmenten, die jeweils 15 bis 17 cm lang sind. Die sechs Staubblätter sind 8 cm lang, die Staubfäden sind ungleichmäßig, die freien Antheren sind nach außen gebogen. Der Fruchtknoten ist länglich, 3 cm lang, der Griffel ist 6 cm lang. Die Früchte sind 4 cm lange, längliche Kapseln mit einem Durchmesser von 3 bis 3,5 cm. Sie öffnen sich fachspaltig mit gezähnten Klappen, enthalten eine hohe Zahl flacher, halbmondförmiger, geflügelter Samen.
Die Chromosomenzahl beträgt 2n = 24, seltener 22.

## Vorkommen
Die Art ist in der mittleren und westlichen Volksrepublik China weit verbreitet, wächst dort in Wäldern entlang von Gewässern in Höhen von 1400 bis 1700 Metern.

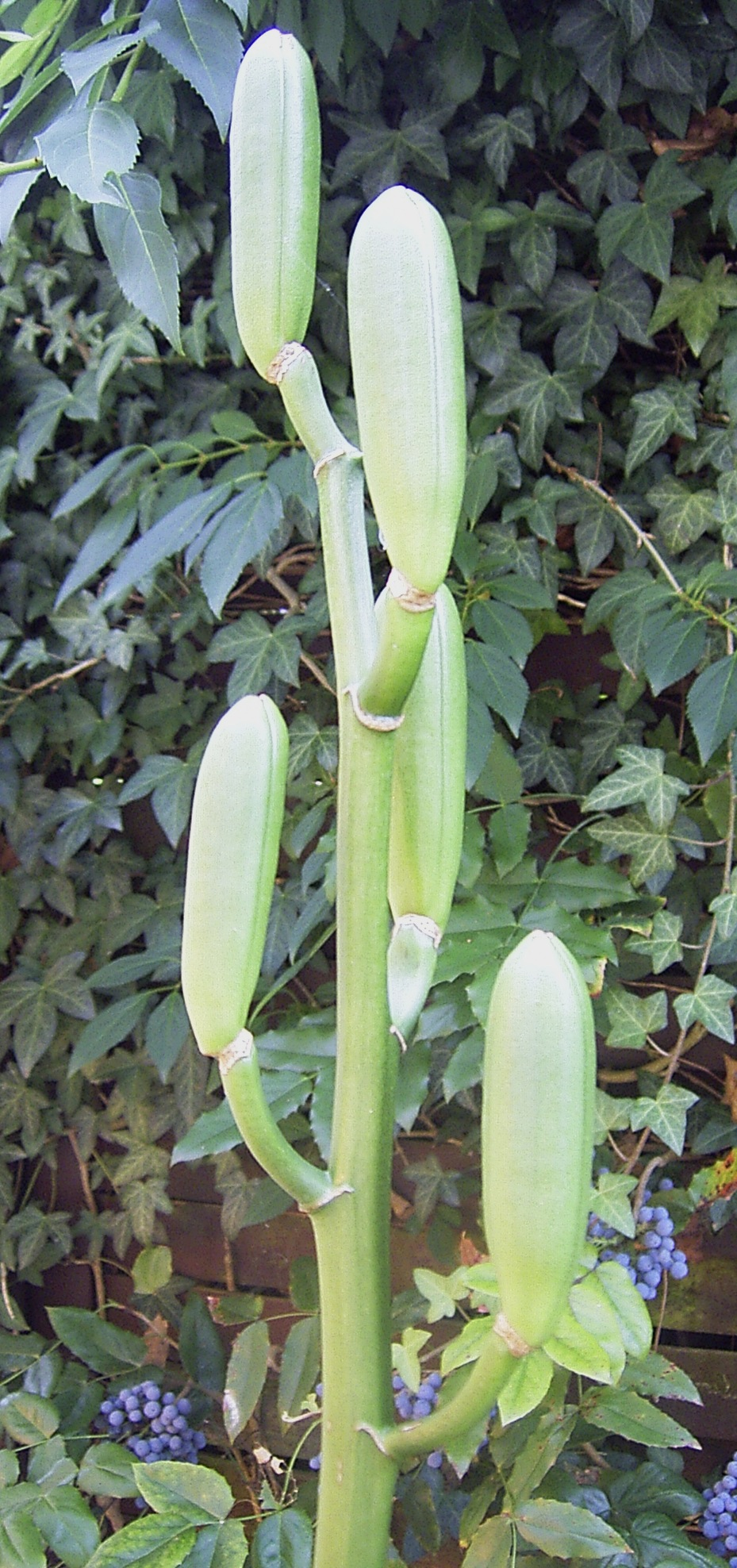
Früchte

## Systematik
Unterschieden werden häufig zwei Varietäten:
- Cardiocrinum giganteum var. giganteum: Stängel hellgrün, die Außenseite der Blütenhüllblätter grün überhaucht, Wuchshöhe 1,50 bis 3 Meter. Im Himalayaraum (Tibet, Bhutan, Nordost-Indien, Myanmar, Nepal).
- Cardiocrinum giganteum var. yunnanense (Leichtlin ex Elwes) Stearn (Syn.: Cardiocrinum mirabile (Franch.) Makino): Stängel dunkelgrün, die Außenseite der Blütenhüllblätter reinweiß, Wuchshöhe nur 1 bis 2 Meter. Nur in China und Myanmar.

## Verwendung
Im  mittleren und westlichen China werden die Zwiebeln von Einheimischen gesammelt und zu Stärke verarbeitet, die in der Küche zum Einsatz kommt.